# Catalina Castaño
Catalina Castaño Álvarez (Pereira, 7 luglio 1979) è un'ex tennista colombiana.

## Biografia

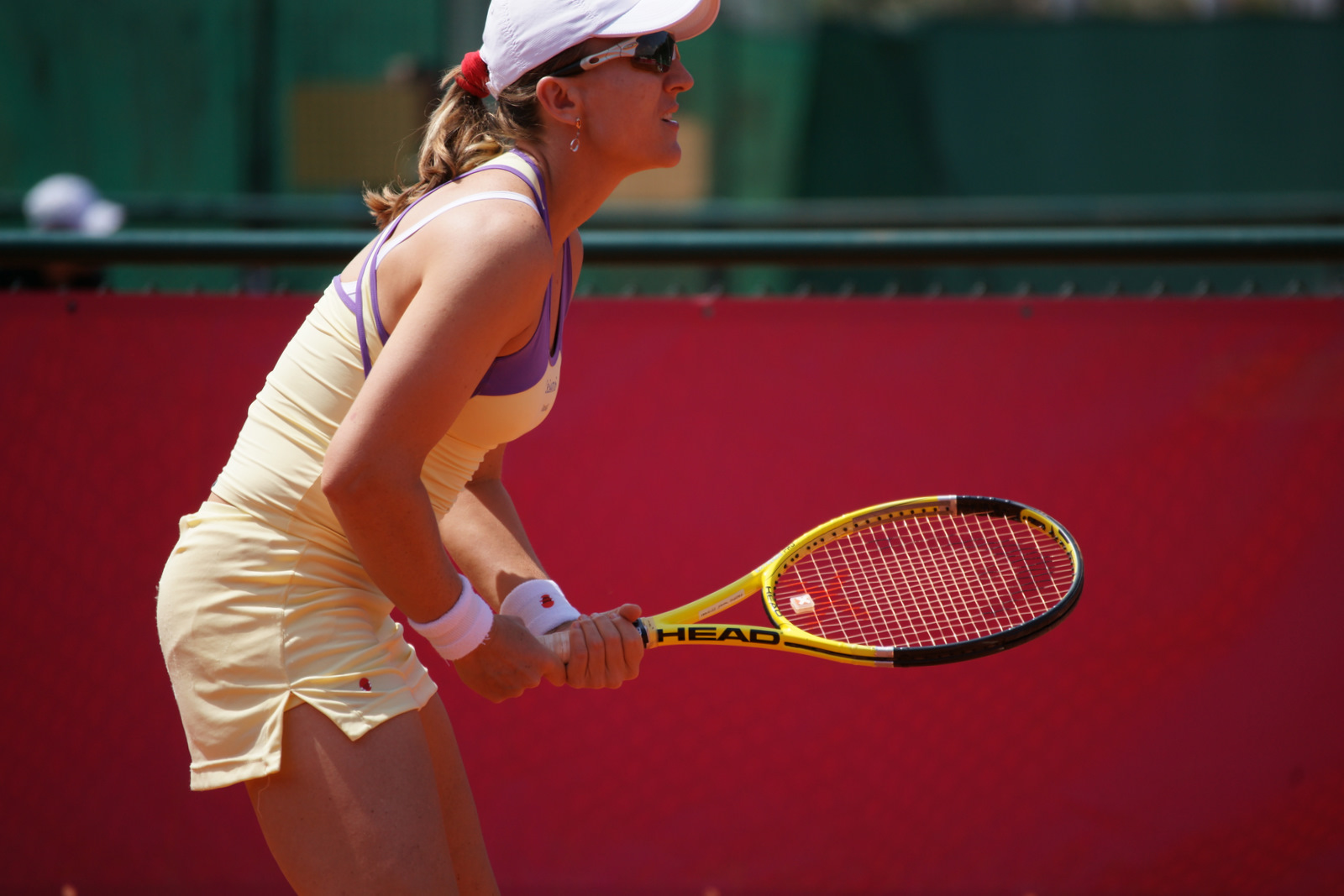
Catalina Castaño nel 2011

Il 10 luglio 2006, Catalina ha raggiunto il suo best ranking nella classifica di singolare piazzandosi al n. 35 del mondo.
Nel novembre 2006 era la giocatrice sudamericana con il miglior ranking WTA.
È stata allenata da Pablo Giacopelli a partire dal 2004.
Ha raggiunto il secondo turno in tre dei quattro Tornei del Grande Slam (Roland Garros, Australian Open e US Open), ma non è mai riuscita ad aggiudicarsi il suo primo titolo WTA Tour della carriera (vincendo comunque sei titoli ITF).
La Castaño ha battuto giocatrici top-20 come Nicole Vaidišová, Anna-Lena Grönefeld, Patty Schnyder, Paola Suárez e Li Na. Si è ritirata nel 2014, dopo aver sconfitto un tumore al seno.

## Statistiche WTA

### Singolare

#### Sconfitte (1)
| Legenda: Prima del 2009 | Legenda: Dal 2009     |
| ----------------------- | --------------------- |
| Grande Slam (0)         |                       |
| Ori Olimpici (0)        |                       |
| WTA Championships (0)   |                       |
| Tier I (0)              | Premier Mandatory (0) |
| Tier II (0)             | Premier 5 (0)         |
| Tier III (0)            | Premier (0)           |
| Tier IV (1)             | International (0)     |
| Tier V (0)              | International (0)     |

| N. | Data           | Torneo                        | Superficie  | Avversaria in finale | Punteggio |
| 1. | 31 luglio 2005 | Budapest Grand Prix, Budapest | Terra rossa | Anna Smashnova       | 2-6, 2-6  |

### Doppio

#### Vittorie (1)
| Legenda               |
| --------------------- |
| Grande Slam (0)       |
| Ori Olimpici (0)      |
| WTA Championships (0) |
| Premier Mandatory (0) |
| Premier 5 (0)         |
| Premier (0)           |
| International (1)     |

| N. | Data           | Torneo               | Superficie  | Compagna             | Avversarie in finale              | Punteggio        |
| 1. | 22 luglio 2012 | Swedish Open, Båstad | Terra rossa | Mariana Duque Mariño | Eva Hrdinová Mervana Jugić-Salkić | 4-6, 7-5, [10-5] |

#### Sconfitte (1)
| Legenda               |
| --------------------- |
| Grande Slam (0)       |
| Argenti Olimpici (0)  |
| WTA Championships (0) |
| Premier Mandatory (0) |
| Premier 5 (0)         |
| Premier (0)           |
| International (1)     |

| N. | Data         | Torneo                            | Superficie  | Compagna             | Avversarie in finale                          | Punteggio   |
| 1. | 2 marzo 2013 | Abierto Mexicano Telcel, Acapulco | Terra rossa | Mariana Duque Mariño | Lourdes Domínguez Lino Arantxa Parra Santonja | 4-6, 6(1)–7 |

## Circuito WTA 125

### Singolare

#### Sconfitte (1)
| N. | Data             | Torneo              | Superficie  | Avversaria in finale     | Punteggio |
| 1. | 17 febbraio 2013 | Copa Bionaire, Cali | Terra rossa | Lara Arruabarrena Vecino | 3-6, 2-6  |

### Doppio

#### Vittorie (1)
| N. | Data             | Torneo              | Superficie  | Compagna             | Avversarie in finale               | Punteggio        |
| 1. | 17 febbraio 2013 | Copa Bionaire, Cali | Terra rossa | Mariana Duque Mariño | Florencia Molinero Teliana Pereira | 3-6, 6-1, [10-5] |

## Risultati in progressione
| Sigla | Risultato               |
| ----- | ----------------------- |
| V     | Vincitore               |
| F     | Finalista               |
| SF    | Semifinalista           |
| O     | Oro olimpico            |
| A     | Argento olimpico        |
| SF    | Bronzo olimpico         |
| QF    | Quarti di Finale        |
| 4T    | Quarto turno            |
| 3T    | Terzo turno             |
| 2T    | Secondo turno           |
| 1T    | Primo turno             |
| RR    | Round Robin             |
| LQ    | Turno di qualificazione |
| A     | Assente                 |
| ND    | Non disputato           |

| Legenda superfici    |
| -------------------- |
| Cemento              |
| Terra battuta        |
| Erba                 |
| Superficie variabile |

### Singolare nei tornei del Grande Slam
| Torneo          | 2001 | 2002 | 2003 | 2004 | 2005 | 2006 | 2007 | 2008 | 2009 | 2010 | 2011 | 2012 | 2013 | 2014 |
| --------------- | ---- | ---- | ---- | ---- | ---- | ---- | ---- | ---- | ---- | ---- | ---- | ---- | ---- | ---- |
| Australian Open | A    | A    | A    | A    | 1T   | 2T   | 1T   | 2T   | A    | A    | A    | A    | A    | A    |
| Open di Francia | 2T   | A    | A    | 1T   | 2T   | 2T   | 2T   | 1T   | A    | A    | A    | A    | A    | A    |
| Wimbledon       | 1T   | A    | A    | 1T   | 1T   | 1T   | 1T   | 1T   | A    | A    | A    | A    | A    | A    |
| US Open         | 1T   | A    | 1T   | 1T   | 2T   | 1T   | 1T   | A    | A    | A    | A    | A    | A    | A    |

### Doppio nei tornei del Grande Slam
| Torneo          | 2001 | 2002 | 2003 | 2004 | 2005 | 2006 | 2007 | 2008 | 2009 | 2010 | 2011 | 2012 | 2013 | 2014 |
| --------------- | ---- | ---- | ---- | ---- | ---- | ---- | ---- | ---- | ---- | ---- | ---- | ---- | ---- | ---- |
| Australian Open | A    | A    | A    | A    | A    | 2T   | 2T   | A    | A    | A    | A    | A    | A    | A    |
| Open di Francia | A    | A    | A    | A    | 2T   | 1T   | A    | 1T   | A    | A    | A    | A    | 2T   | A    |
| Wimbledon       | A    | A    | A    | A    | 1T   | A    | A    | 3T   | A    | A    | A    | A    | 1T   | A    |
| US Open         | A    | A    | A    | A    | 1T   | 2T   | A    | 1T   | A    | A    | A    | A    | A    | A    |

### Doppio misto nei tornei del Grande Slam
| Torneo          | 2001 | 2002 | 2003 | 2004 | 2005 | 2006 | 2007 | 2008 | 2009 | 2010 | 2011 | 2012 | 2013 | 2014 |
| --------------- | ---- | ---- | ---- | ---- | ---- | ---- | ---- | ---- | ---- | ---- | ---- | ---- | ---- | ---- |
| Australian Open | A    | A    | A    | A    | A    | A    | A    | A    | A    | A    | A    | A    | A    | A    |
| Open di Francia | A    | A    | A    | A    | A    | 2T   | A    | A    | A    | A    | A    | A    | A    | A    |
| Wimbledon       | A    | A    | A    | A    | A    | 1T   | A    | A    | A    | A    | A    | A    | A    | A    |
| US Open         | A    | A    | A    | A    | A    | 1T   | A    | A    | A    | A    | A    | A    | A    | A    |